# Parallelschaltung
Die Parallelschaltung, auch Nebenschaltung, ist in der Elektrotechnik die Verbindung von zweipoligen Bauelementen oder Netzwerken so, dass alle ihre gleichnamigen Pole jeweils gemeinsam verbunden sind. Werden bei gepolten Bauelementen (z. B. Batterien, Dioden, Elektrolytkondensatoren) ungleichnamige Pole miteinander verbunden, spricht man von einer antiparallelen Schaltung. Bei ungepolten passiven Bauelementen entfällt diese Unterscheidung. Die Anzahl der parallelgeschalteten Elemente ist beliebig.

Parallelschaltung zweier Widerstände

Als Gegenstück zur Parallelschaltung gibt es als eine weitere Grundschaltung die Reihenschaltung.

## Notation
Die parallele Verschaltung von Bauelementen kann in mathematischen Ausdrücken mit zwei senkrechten Strichen zwischen deren Formelzeichen notiert werden. Beispielsweise im Bezug zu Eingangsbild ist eine Schreibweise {\displaystyle U_{0}/I_{0}=R_{1}\|R_{2}} üblich (gesprochen als R1 parallel R2).

## Eigenschaften einer Parallelschaltung

Schaltpläne verschiedener Parallelschaltungen

Die Parallelschaltung mehrerer Elemente hat folgende Merkmale:
- An allen Elementen einer Parallelschaltung liegt dieselbe elektrische Spannung an, auch wenn deren Stromaufnahme unterschiedlich ist. Ein typisches Beispiel ist die Netzspannungsversorgung (im Haushalt 230 V): Alle Geräte werden – unabhängig von deren Leistungsaufnahme – mit derselben Spannung versorgt.
- Die Parallelschaltung mehrerer elektrischer Verbraucher mit einer idealen Spannungsquelle ist unanfällig für Ausfälle einzelner Verbraucher (bei Ausfall im Sinne einer Unterbrechung). Wenn ein einzelnes Element seine elektrische Leitung unterbricht oder aus der Leitung entfernt wird, werden alle intakten Verbraucher unverändert versorgt. Mit einer realen Spannungsquelle erhöht sich durch den Ausfall die Spannung an den intakten Verbrauchern. – Bei einem Ausfall im Sinne eines Kurzschlusses fällt die komplette Schaltung aus, wenn nicht die Leitung des ausgefallenen Verbrauchers durch eine Sicherung unterbrochen wird.
- Die Parallelschaltung von Relaiskontakten mit den Zuständen „gesperrt“ und „leitend“ realisiert für den Zustand „leitend“ eine ODER-Funktion, für den Zustand „gesperrt“ eine UND-Funktion.

In der Verfahrenstechnik sind Druck- und Temperaturdifferenzen physikalische Analogien zu Potentialdifferenzen. So können zum Beispiel für Kühlkreisläufe oder Wärmeübergänge elektrische Ersatzschaltbilder erstellt werden, um deren Eigenschaften nach den Regeln der Elektrotechnik zu berechnen.
- Mehrere parallel arbeitende Pumpen liefern einen größeren Durchfluss, bei entsprechender Leitungsauslegung jedoch keinen größeren Druck.
- Der Durchfluss (analog zur Stromstärke) in parallelgeschalteten Einzelelementen eines Wärmetauscher-Systems (zum Beispiel eine Heizungsanlage) richtet sich nach deren Strömungswiderständen.

## Gesetzmäßigkeiten in Parallelschaltungen
Bei ohmschen Widerständen gilt das ohmsche Gesetz
{\displaystyle U=R\cdot I},
worin {\displaystyle U} die elektrische Spannung, {\displaystyle R} der elektrische Widerstand und {\displaystyle I} die elektrische Stromstärke sind. Dieses gilt für Gleichgrößen sowie Effektivwerte und Momentanwerte bei mit der Zeit veränderlichen Größen.
Der Gesamtwiderstand einer Parallelschaltung nimmt mit jedem weiteren ohmschen Verbraucher ab. Der Gesamtwiderstand ist also stets kleiner als der kleinste Einzelwiderstand. Eine Ausnahme ist ein Parallelschwingkreis an Wechselspannung.

### Spannung
Die elektrische Spannung {\displaystyle U} ist für alle Teilzweige in der Frequenz, Phasenwinkel und Amplitude identisch.
{\displaystyle U_{\mathrm {ges} }=U_{1}=U_{2}=\ldots =U_{n}}

### Stromstärke
Bei der Parallelschaltung verteilt sich die Stromstärke {\displaystyle I_{\mathrm {ges} }} nach der kirchhoffschen Knotenregel auf die einzelnen Zweige. Die Summe der Teilstromstärken ist gleich der Gesamtstromstärke.
{\displaystyle I_{\mathrm {ges} }=\sum \limits _{n=1}^{N}I_{n}=I_{1}+I_{2}+\ldots +I_{N}}
Bei Wechselstrom durch Bauelemente mit Blindwiderstand (Spulen, Kondensatoren) addieren sich die Teilströme pythagoreisch zum Gesamtstrom. In Einzelfällen kann die Teilstromstärke eines Bauelementes der Parallelschaltung die Gesamtstromstärke sogar übersteigen (Stromüberhöhung).

### Leistung
Die Gesamtleistung ist die Summe der Leistungen eines jeden Verbrauchers:
{\displaystyle P_{\mathrm {ges} }=\sum \limits _{n=1}^{N}P_{n}=P_{1}+P_{2}+\ldots +P_{N}=U\cdot \sum \limits _{n=1}^{N}I_{n}=U\cdot I_{\mathrm {ges} }}

## Parallelschaltungen

### Spannungsquellen
Eine Parallelschaltung von idealen Spannungsquellen führt zwischen den Quellen zu unbegrenzt hohen Strömen.
Wird mehr Strom vom Verbraucher benötigt, als eine einzelne Quelle liefern kann, so dass eine Parallelschaltung von Spannungsquellen erforderlich wird, so ist dies nur bedingt mit realen Quellen möglich. Einzelheiten werden unter Spannungsquelle#Parallelschaltung angegeben. Ebenfalls kann die Parallelschaltung von Leistungstransformatoren wünschenswert sein, sie ist aber nur unter besonderen Bedingungen möglich, siehe Leistungstransformator#Parallelschaltung.
In der Mikroprozessortechnik sind auf dem Datenbus eine ganze Reihe von Spannungsquellen parallelgeschaltet. Dazu müssen sie über Koppelbausteine an den Bus angeschlossen werden, die ein Tri-State-Verhalten aufweisen. Durch dieses kann jeder Datenausgang nicht nur einen der beiden möglichen Logikpegel ausgeben, sondern er kann auch hochohmig geschaltet werden. Durch Adressierung und Taktsignal wird nur jeweils ein Datenausgang freigegeben.

### Stromquellen
Bei der Parallelschaltung zweier potentialfreier oder gleichartig geerdeter Stromquellen (Begriff im Sinne der Schaltungstheorie, also keine Spannungsquellen!) bildet sich eine Gesamtstromstärke {\displaystyle I_{\mathrm {ges} }} gleich der Summe der Teilstromstärken {\displaystyle I_{1}}, {\displaystyle I_{2}} usw., wobei deren Vorzeichen nach der Knotenregel zu beachten sind.
{\displaystyle I_{\mathrm {ges} }=\sum \limits _{n=1}^{N}I_{n}=I_{1}+I_{2}+\dots +I_{N}}
So ist es möglich, mit der Parallelschaltung von Labornetzteilen mit Strombegrenzung einen höheren Gleichstrom zu erzielen, als ein Einzelgerät liefern kann. Auch Wechselströme aus Stromwandlern lassen sich in ihren Augenblickswerten summieren oder nach Umpolung eines Wandlers subtrahieren.

### Widerstände

Zusammenfassung von zwei parallelgeschalteten Widerständen mit gleicher Länge und den Querschnitten und zu einem Gesamtwiderstand

Die Abbildung rechts zeigt zwei Widerstände {\displaystyle R_{1}}, {\displaystyle R_{2}} mit derselben Leitfähigkeit {\displaystyle \sigma } und ihren Leitwerten
{\displaystyle G_{1}=1/R_{1}=\sigma \cdot {\frac {A_{1}}{l}}} und {\displaystyle G_{2}=1/R_{2}=\sigma \cdot {\frac {A_{2}}{l}}}
und dem Gesamtleitwert ihrer Parallelschaltung
{\displaystyle G_{\mathrm {ges} }=\sigma \cdot {\frac {A_{1}+A_{2}}{l}}=G_{1}+G_{2}}
Allgemein für die Parallelschaltung aus {\displaystyle N} Widerständen {\displaystyle R_{\mathrm {ges} }=R_{1}{\|}R_{2}{\|}\dots {\|}R_{N}} gilt
{\displaystyle G_{\mathrm {ges} }=\sum _{n=1}^{N}G_{n}=G_{1}+G_{2}+\ldots +G_{N}={\frac {1}{R_{\mathrm {ges} }}}=\sum \limits _{n=1}^{N}{\frac {1}{R_{n}}}}
Der Gesamtwiderstand von {\displaystyle N} parallelgeschalteten Widerständen mit demselben Widerstandswert {\displaystyle R_{1}=R_{2}=\ldots =R_{N}=R} ist gleich
{\displaystyle R_{\mathrm {ges} }={\frac {R}{N}}}
Speziell für 2 parallelgeschaltete Widerstände gilt 
{\displaystyle R_{\mathrm {ges} }={\frac {1}{{\frac {1}{R_{1}}}+{\frac {1}{R_{2}}}}}={\frac {R_{1}\;R_{2}}{R_{1}+R_{2}}}}

### Kapazitäten

Zusammenfassung von zwei parallel geschalteten Kondensatoren mit gleichem Abstand und mit den Flächen und zu einem Gesamtkondensator

Parallelschaltung von Kondensatoren

Die Abbildung rechts zeigt zwei Kondensatoren mit gleicher Permittivität {\displaystyle \varepsilon } und den Kapazitäten
{\displaystyle C_{1}=\varepsilon \cdot {\frac {A_{1}}{d}}} und {\displaystyle C_{2}=\varepsilon \cdot {\frac {A_{2}}{d}}}
und der Gesamtkapazität ihrer Parallelschaltung
{\displaystyle C_{\mathrm {ges} }=\varepsilon \cdot {\frac {A_{1}+A_{2}}{d}}=C_{1}+C_{2}}
Allgemein für Parallelschaltungen gilt
{\displaystyle C_{\mathrm {ges} }=\sum _{n=1}^{N}C_{n}=C_{1}+C_{2}+\ldots +C_{N}}

### Induktivitäten

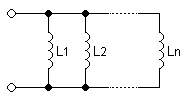
Parallelschaltung von nicht gekoppelten Spulen

Nicht gekoppelte ideale Spulen mit den Induktivitäten {\displaystyle L_{n}} verhalten sich bei Wechselspannung wie Widerstände. Bei der Parallelschaltung können die Regeln für parallele Widerstände übernommen werden:
{\displaystyle L_{\mathrm {ges} }=L_{1}{\|}L_{2}{\|}\dots {\|}L_{N}}
{\displaystyle {\frac {1}{L_{\mathrm {ges} }}}=\sum \limits _{n=1}^{N}{\frac {1}{L_{n}}}={\frac {1}{L_{1}}}+{\frac {1}{L_{2}}}+\ldots +{\frac {1}{L_{N}}}}

### Impedanzen, Admittanzen
Die Parallelschaltung von Impedanzen {\displaystyle {\underline {Z}}} bzw. Admittanzen {\displaystyle {\underline {Y}}} ergibt sich wie bei der Parallelschaltung von Widerständen bzw. Leitwerten, allerdings wird hierbei komplex gerechnet:
{\displaystyle {\underline {Y}}_{\mathrm {ges} }={\frac {1}{{\underline {Z}}_{\mathrm {ges} }}}=\sum \limits _{n=1}^{N}{\frac {1}{{\underline {Z}}_{n}}}=\sum _{n=1}^{N}{\underline {Y}}_{n}}
{\displaystyle {\underline {Z}}_{\mathrm {ges} }={\underline {Z}}_{1}{\|}{\underline {Z}}_{2}{\|}\dots {\|}{\underline {Z}}_{N}}

### Dioden und Leuchtdioden

#### Gleichsinnig parallel

Gleichsinnig parallelgeschaltete Leuchtdioden mit Vorwiderstand

Dioden können nur unter bestimmten Bedingungen parallelgeschaltet werden, wenn der Strom eine einzelne Diode überlasten würde. Da die Flussspannung mit steigender Temperatur sinkt, ist eine gleichmäßige Stromaufteilung nur dann gewährleistet, wenn:
- die Dioden derselben Produktions-Charge entstammen,
- die Dioden miteinander thermisch gekoppelt sind (z. B. auf einem gemeinsamen Kühlkörper).

In der Regel muss jede Diode über einen eigenen Vorwiderstand linearisiert werden. Dieses vergrößert zwar die Verluste, verhindert aber eine ungleiche Stromaufteilung in den Dioden.

#### Antiparallel

Antiparallel geschaltete Dioden

Antiparallel geschaltete Dioden sind zueinander gegensinnig parallel (Anode an Kathode und umgekehrt). Solche Schaltungen werden zum Beispiel zur Spannungsbegrenzung einer Wechselspannung auf den Wert der Flussspannung (bei Siliziumdioden ca. 0,7 V) eingesetzt. Weiterhin kann damit zum Beispiel eine Leuchtdiode mit antiparalleler Schutzdiode an Wechselspannung betrieben werden oder (bei Antiparallelschaltung mit einer andersfarbigen LED) einen Polaritätswechsel anzeigen.
Antiparallel zusammengeschaltete Dioden wurden Mitte bis Ende des 20. Jahrhunderts auch als sogenannte Gehörschutzdioden oder Gehörschutzgleichrichter in Festnetztelefonen und den damals üblichen Kopfhörern eingesetzt; sie begrenzten durch ihre nichtlineare, jedoch „weiche“ Kennlinie Knackgeräusche auf ein erträgliches Maß, ohne starke Verzerrungen bei lauten Gesprächen hervorzurufen.

### Bipolartransistoren
Gleiche Bipolartransistoren können nur dann zur Erhöhung des Stromes parallelgeschaltet werden, wenn durch Emitterwiderstände (Stromgegenkopplung) in jedem Zweig für ausreichend gleiche Stromaufteilung gesorgt wird. Die Ursachen sind eine mit steigender Temperatur sinkende Basis-Emitter-Spannung, wodurch sich der Basisstrom und in Folge der Kollektorstrom erhöhen, sowie steigende Stromverstärkung. Hilfreich ist zusätzlich eine enge thermische Kopplung. Die Basis- und Kollektoranschlüsse können unter diesen Bedingungen parallelgeschaltet werden.

### MOSFET und IGBT
Gleichartige Leistungs-MOSFET und IGBT können im Schaltbetrieb parallelgeschaltet werden, da deren Temperaturcharakteristik zu einer gleichmäßigen Stromaufteilung führt. Trotzdem ist es meist sinnvoll, einen Widerstand mit kleinem Wert einzufügen (ca. 0,1–0,5 Ω), um die Lastverteilung zu optimieren. Bei der Dimensionierung ist die joulesche Wärme des Widerstandes zu beachten. Das obige gilt allerdings nur für den Schaltbetrieb. Im Analogbetrieb führt der negative Temperaturkoeffizient der Gate-Schwellspannung dazu, dass immer nur einer der Transistoren den gesamten Strom aufnimmt. Da die Streuung der Gate-Schwellspannung sehr groß ausfallen kann, sind relativ große (im Vergleich zu Bipolartransistoren) Drainwiderstände nötig, um diese Differenzen zu kompensieren.

### Gasentladungslampen
Gasentladungslampen können nicht direkt parallelgeschaltet werden; aufgrund ihres negativen differenziellen Innenwiderstands (siehe Gasentladung) würde nur eine von ihnen leuchten. Gasentladungslampen benötigen in Reihe ein Vorschaltgerät bzw. einen Vorwiderstand zur Strombegrenzung. Gemeinsam mit diesem Vorschaltgerät können sie wie auch andere Verbraucher parallelgeschaltet werden.